# Walckenaeria incompleta
Walckenaeria incompleta este o specie de păianjeni din genul Walckenaeria, familia Linyphiidae, descrisă de Jörg Wunderlich în anul 1992.
Este endemică în Insulele Canare. Conform Catalogue of Life specia Walckenaeria incompleta nu are subspecii cunoscute.